# Carlos Alegre Sero
Carlos Alegre Sero (nacido en 1945 en Zaragoza) es un profesor y político español.

## Reseña biográfica
Cursó los estudios de primera enseñanza en los Escolapios de Zaragoza. Bachillerato elemental en el Instituto Médico Infantil. Bachillerato superior en el Instituto Goya y en el Seminario de la ciudad.
Cursó estudios de Filosofía y Teología en el Seminario Metropolitano hasta 1968.
Licenciado en Filosofía por las Facultades de Roma, Zaragoza y Valencia.
Profesor del Colegio Municipal de Tauste y de los Institutos de Tauste, Pignatelli. Miguel Servet y Avempace.
Miembro del Partido Socialista Obrero Español hasta 1987.
Alcalde de Tauste de 1979 a 1986.
Diputado Provincial de Zaragoza en representación corporativa.
Vicepresidente de la Diputación Provincial de Zaragoza.
Del 08 de marzo de 1986 al 06 de julio de 1987 fue Presidente de la Diputación Provincial de Zaragoza.
Fue el primer director de la Ciudad Escolar Pignatelli de la ciudad de Zaragoza.
| Predecesor: Florencio Repollés Julve | Presidente de la Diputación Provincial de Zaragoza 08 de marzo de 1986 - 06 de julio de 1987 | Sucesor: José Marco Berges |